# Theódór Elmar Bjarnason
Theódór Elmar Bjarnason (Reykjavík, 1987. március 4. –) izlandi válogatott labdarúgó, a dán Aarhus GF játékosa.
Az izlandi válogatott tagjaként részt vett a 2016-os Európa-bajnokságon.